# مونس فری
مونس فری (ایتالیایی: Mogens Frey؛ زادهٔ ۲ ژوئیهٔ ۱۹۴۱) دوچرخه‌سوار اهل دانمارک است.
وی در مسابقات کشوری و بین‌المللی در مجموع برندهٔ ۲ مدال طلا، ۳ مدال نقره شده‌است.